# Born This Way: The Remix
Born This Way: The Remix er den amerikanske sangerinde Lady Gagas andet remix-album. Det blev udsendt den 18. november 2011 af Interscope. Albummet indeholder remixes af adskillige af sangene fra Gagas andet studiealbum, Born This Way.
Følgende kunstnere og teknikere har medvirket på albummet: 
- Cheche Alara - komponist
- DJ Aqeel - produktion, remixing
- Dick Beetham - mastering
- Svein Berge - produktion, remixing
- Torbjørn Brundtland - produktion, remixing
- Julien Carret - mixing
- Troy Carter - management
- Foster the People - remixing
- Goldfrapp - remixing
- Guéna LG - produktion, remixing
- Vincent Herbert - producer
- The Horrors - remixing
- Hurts - remixing
- Illangelo - remixing
- Lady Gaga - arrangør, komponist, producer, sanger
- Fernando Garibay - komponist, producer
- Gregori Klosman - remix-producer
- Robert John "Mutt" Lange - producer
- Jepper Laursen - sangskrivning, producer
- Patrick Mascall - guitar
- Joseph Mount - yderligere produktion, remixing
- RedOne - komponist, producer
- Ned Shepard - remix-producer
- Sultan Shepard - remix-producer
- Clinton Sparks - producent
- Mark Taylor - produktion, remixing, keyboards, programmering
- Twin Shadow - remix-producer
- Two Door Cinema Club - remixing
- The Weekend - remixing, backing-vokal
- DJ White Shadow - komponist, producer
- Wild Beasts - produktion, remixing
- Michael Woods - produktion, keyboards, remixing
- Zedd - remix-producer, mixing